# Picardia Independenza
 (janvier 2019).
Si vous disposez d'ouvrages ou d'articles de référence ou si vous connaissez des sites web de qualité traitant du thème abordé ici, merci de compléter l'article en donnant les références utiles à sa vérifiabilité et en les liant à la section « Notes et références ».
Albums de Les Fatals Picards
Droit de véto
(2003) Pamplemousse mécanique
(2007)
Picardia Independenza est le troisième album studio du groupe français de rock alternatif Les Fatals Picards, sorti en 2005, et édité par le label indépendant Adone.

## Liste des pistes
1. À l’enterrement de Derrick
2. Dors mon fils
3. J’aimerais pas être déjà mort
4. On est des oufs
5. Est-ce que tu veux avec moi ?
6. Non rien ne pourra
7. La balade mentale
8. Qu’est-ce qui nous prouve ?
9. On a tous des préjugés
10. Picardia Independenza
11. C’est sûr on se bougera
12. Dis-moi
13. Les bourgeois
14. Quoi encore ?
15. Je ne suis pas cherché à vous
16. à 32. Pistes mal cachées

## Pochette
La couverture de l'album représente une betterave noire coiffée d'un bandeau blanc, parodiant le drapeau corse.